# ایستگاه راه آهن آپرین
ایستگاه راه آهن آپرین  بزرگترین ایستگاه قطار های باری در ایران است و با نام گار آپرین یا بندر خشک آپرین شناخته میشود . 

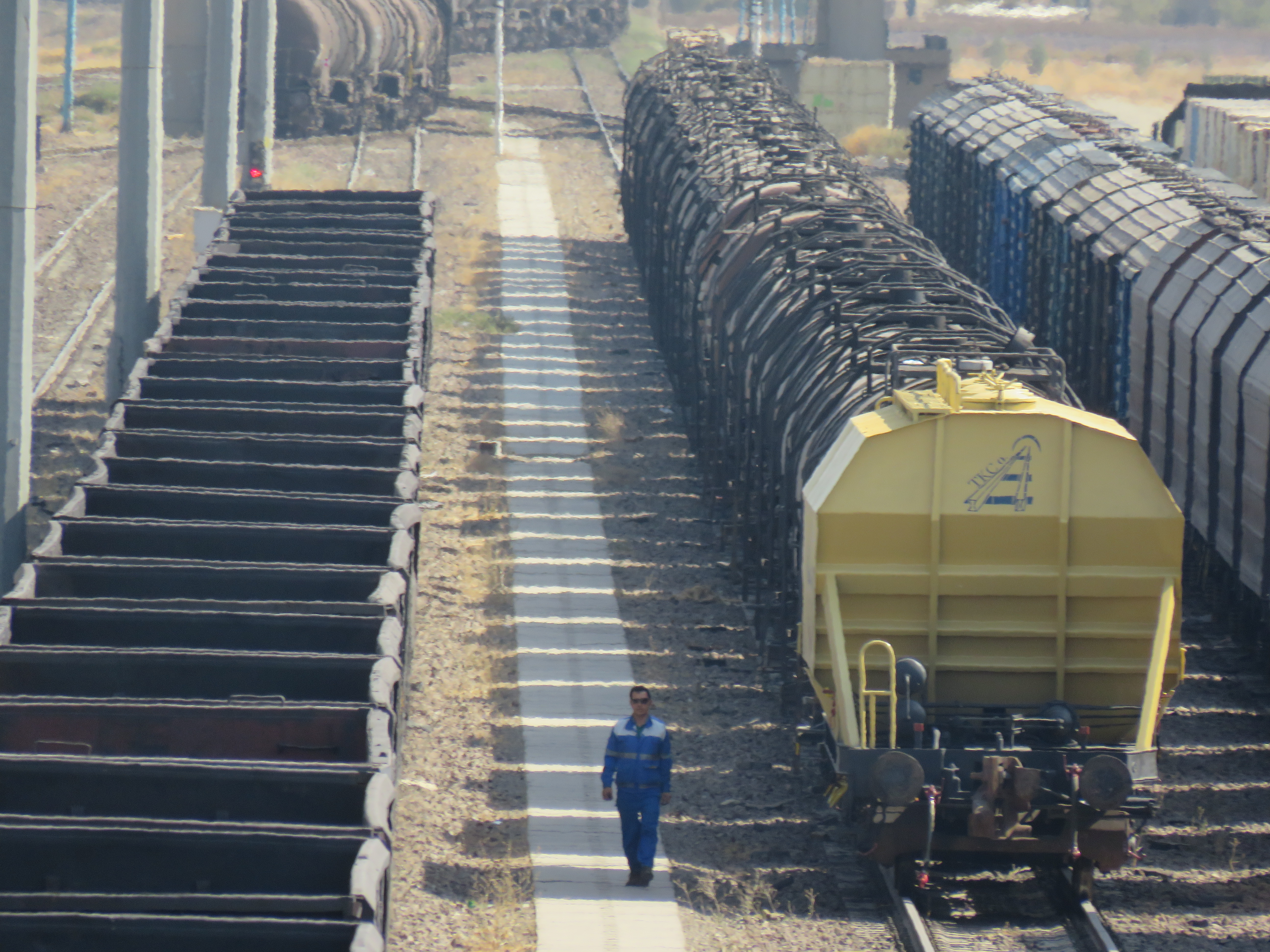
گار آپرین

## ناحیه
این ایستگاه در استان تهران و در شهر اسلامشهر واقع شده است . 
اتصالات این ایستگاه :  
- از جنوب به ایستگاه اسلامشهر
- از غرب به ایستگاه ملکی
- از شمال به ایستگاه تپه سفید